# Бурштейн Ася Павлівна
Ася Павлівна Бурштейн (справжнє ім'я — Бася Пейсахівна; 1904, Черкаси — 25 жовтня 1972, Львів) — українська радянська актриса. Заслужений артист УРСР (1946).
Закінчила драматичну студію при Черкаському міському відділі народної освіти (1923). 1924 — артистка Театру юного глядача в Харкові, з 1944 року — у львівських театрах.
Похована на 78-му полі Личаківського цвинтаря.